# B83
B83 — американская свободнопадающая термоядерная авиабомба с зарядом переменной мощности. Разработанная в 1970-х годах в Ливерморской лаборатории и принятая на вооружение в 1983 году, бомба остаётся одним из основных типов ядерных вооружений ВВС США. В 2022 году администрация Байдена объявила о планах вывести B83 из эксплуатации.

## Конструкция
Снаряжённая авиабомба B83 имеет 3,67 м в длину и 457 мм в диаметре. Термоядерный заряд с переменной мощностью до 1,2 Мт расположен в боевой части длиной от 90 до 120 см. Общий вес бомбы — около 1100 кг. Бомба оснащена кевларовой ПТС для обеспечения отхода самолёта носителя. B83 может использоваться на следующих самолётах:
- B-1B
- B-2
- B-52H
- F-15E
- F-16
- F/A-18A